# Synaphosus minimus
Espèce
Synonymes
- Zelotes minimus Caporiacco, 1936

Synaphosus minimus est une espèce d'araignées aranéomorphes de la famille des Gnaphosidae.

## Distribution
Cette espèce se rencontre en Libye et en Égypte.

## Description
Le mâle décrit par Ovtsharenko, Levy et Platnick en 1994 mesure 3,03 mm.

## Publication originale
- Caporiacco, 1936 : Aracnidi raccolti durante la primavera 1933 nelle oasi del deserto libico. Memorie della Società Entomologica Italiana, vol. 15, p. 93-122.